# Miss Baek
Miss Baek (미쓰백?) è un film del 2018 scritto e diretto da Lee Ji-won.

## Trama
Baek Sang-ah trascorse un'infanzia orribile, in cui essere trascurata o abusata era la normalità; quando incontra una piccola bambina in cui si rivede completamente, cerca di aiutarla a cambiare il proprio futuro.

## Distribuzione
In Corea del Sud la pellicola è stata distribuita dalla Little Big Pictures, a partire dall'11 ottobre 2018.